# Huxley-Wilberforce-Debatte

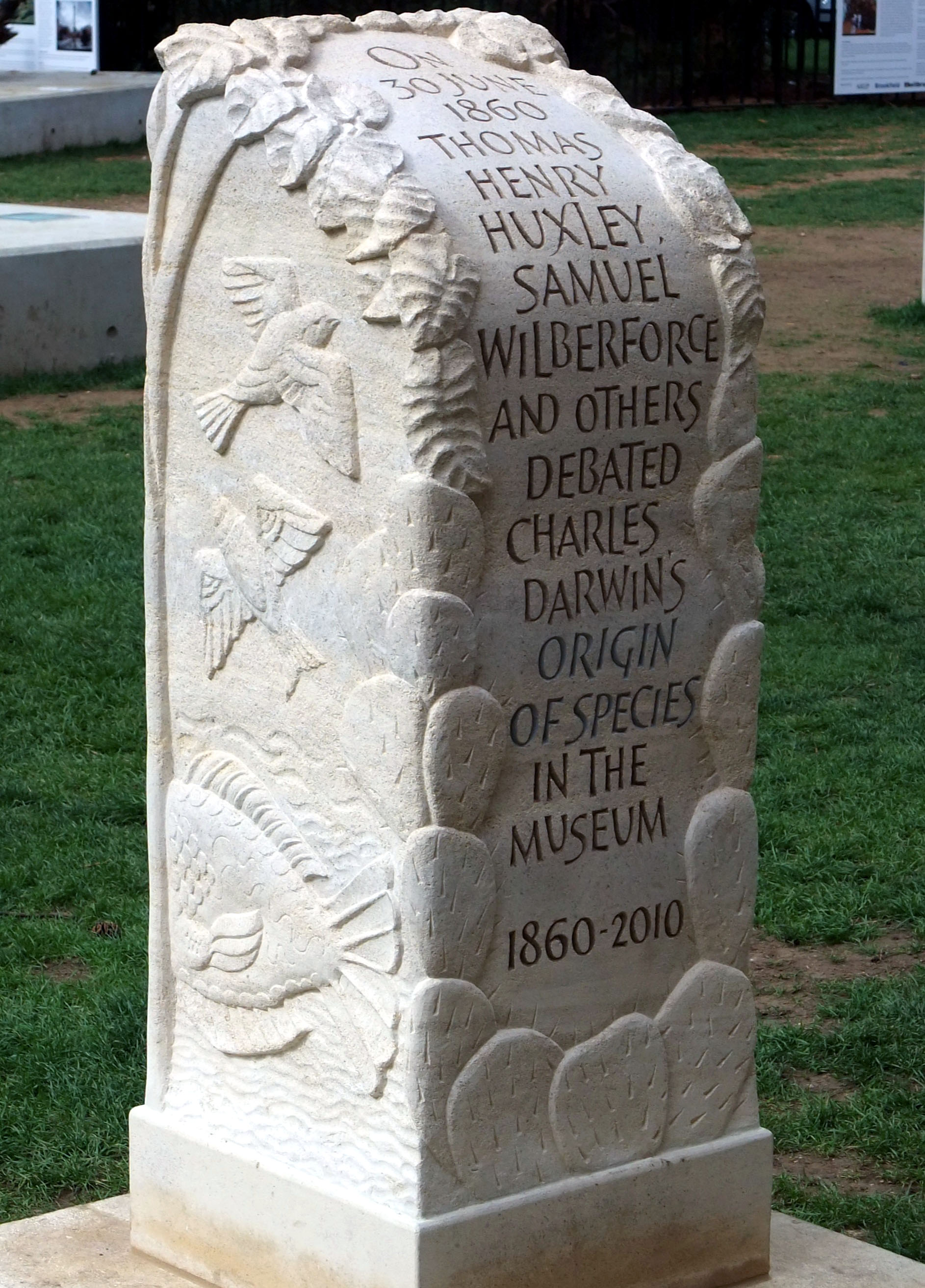
Vor dem Oxford University Museum of Natural History erinnert seit 2010 eine Stele an die am 30. Juni 1860 von Thomas Henry Huxley, Samuel Wilberforce und anderen im Museum geführte Debatte über Charles Darwins On the Origin of Species.

Die Huxley-Wilberforce-Debatte war eine Kontroverse über Charles Darwins Schrift Über die Entstehung der Arten. Sie fand am 30. Juni 1860, zwei Tage nach dem Beginn der Hippocampus-Debatte, auf der Jahrestagung der British Association for the Advancement of Science in Oxford statt. Dabei soll es zu einem Wortgefecht zwischen Thomas Henry Huxley, Professor an der Royal School of Mines, und Samuel Wilberforce, Bischof von Oxford, gekommen sein, bei dem Wilberforce fragte, ob Huxley lieber väterlicher- oder mütterlicherseits von Affen abstamme. Huxley soll darauf sinngemäß geantwortet haben, dass er sich für einen Affen als Vorfahren nicht schäme, wohl aber für einen geistreichen Mann, der die Wahrheit zu verschleiern versuche.
Von der zeitgenössischen Öffentlichkeit blieben die Debatte und der mutmaßliche Wortwechsel zwischen Huxley und Wilberforce nahezu unbeachtet. Erst ein paar Jahrzehnte später, in den als Rückschau auf das Lebenswerk ihrer Väter verfassten Biografien, schmückten Francis Darwin und Leonard Huxley das Ereignis mehrfach aus. Leonard Huxley stilisierte den Vorfall zu einem offenen Schlagabtausch zwischen Naturwissenschaft und Religion. In dieser verzerrten Form wird er bis in die Gegenwart häufig rezipiert. Wissenschaftsgeschichtliche Analysen konnten bisher nicht abschließend klären, ob und in welcher Form dieser Wortwechsel tatsächlich stattgefunden hat.

## Typische Wiedergabe des „legendären Aufeinandertreffens“
Stephen Jay Gould zitierte in seinem 1986 in der Zeitschrift Natural History erschienenen Essay über die Huxley-Wilberforce-Debatte eine seiner Meinung nach typische Wiedergabe der von John Randolph Lucas als „legendäres Aufeinandertreffen“ bezeichneten Auseinandersetzung. Gould entnahm diese Ruth Moores 1957 im Londoner Hutchinson-Verlag erschienenen Biografie über Charles Darwin:
„Der Bischof sprach eine halbe Stunde lang und machte dabei Darwin und Huxley entschieden lächerlich; dann wandte er sich an Huxley, der mit ihm auf dem Podium saß. Mit eisigem Sarkasmus stellte er seine berühmte Frage: Was Huxley behaupten wolle – stamme er nun über seinen Großvater oder seine Großmutter vom Affen ab? … Auf die Frage des Bischofs hin hatte Huxley dem überraschten Wissenschaftler, der neben ihm saß, aufs Knie geklopft und geflüstert: »Der Herr hat ihn mir in die Hand gegeben …« [Huxley] stürzte sich auf die Argumente, die Wilberforce angeführt hatte … Er arbeitete sich bis zu ihrem Höhepunkt vor und rief aus, er empfinde keine Scham, weil er einen Affen als Vorfahren habe, aber er schäme sich für einen geistreichen Mann, der sich mit wissenschaftlichen Fragen beschäftige, von denen er nichts verstehe. Damit hatte Huxley eigentlich gesagt, ein Affe sei ihm als Vorfahr lieber als ein Bischof, und unter den Zuhörern herrschte kein Zweifel, was er gemeint hatte.
Im Saal erhob sich ein Aufruhr. Männer sprangen auf und protestierten lautstark gegen diese direkte Beleidigung des Geistlichen. Admiral FitzRoy, der frühere Kapitän der »Beagle«, schwenkte eine Bibel und rief in das Getümmel hinein, dieses Buch und nicht die Schlange, die er auf seinem Schiff beherbergt habe, sei die wahre und unantastbare Autorität.
Damit waren die Fronten abgesteckt. Von jener Stunde an sollte der Streit über die weltanschauliche Grundfrage, die Diskussion zwischen Naturwissenschaft und Religion, unvermindert anhalten.“

## Vorgeschichte

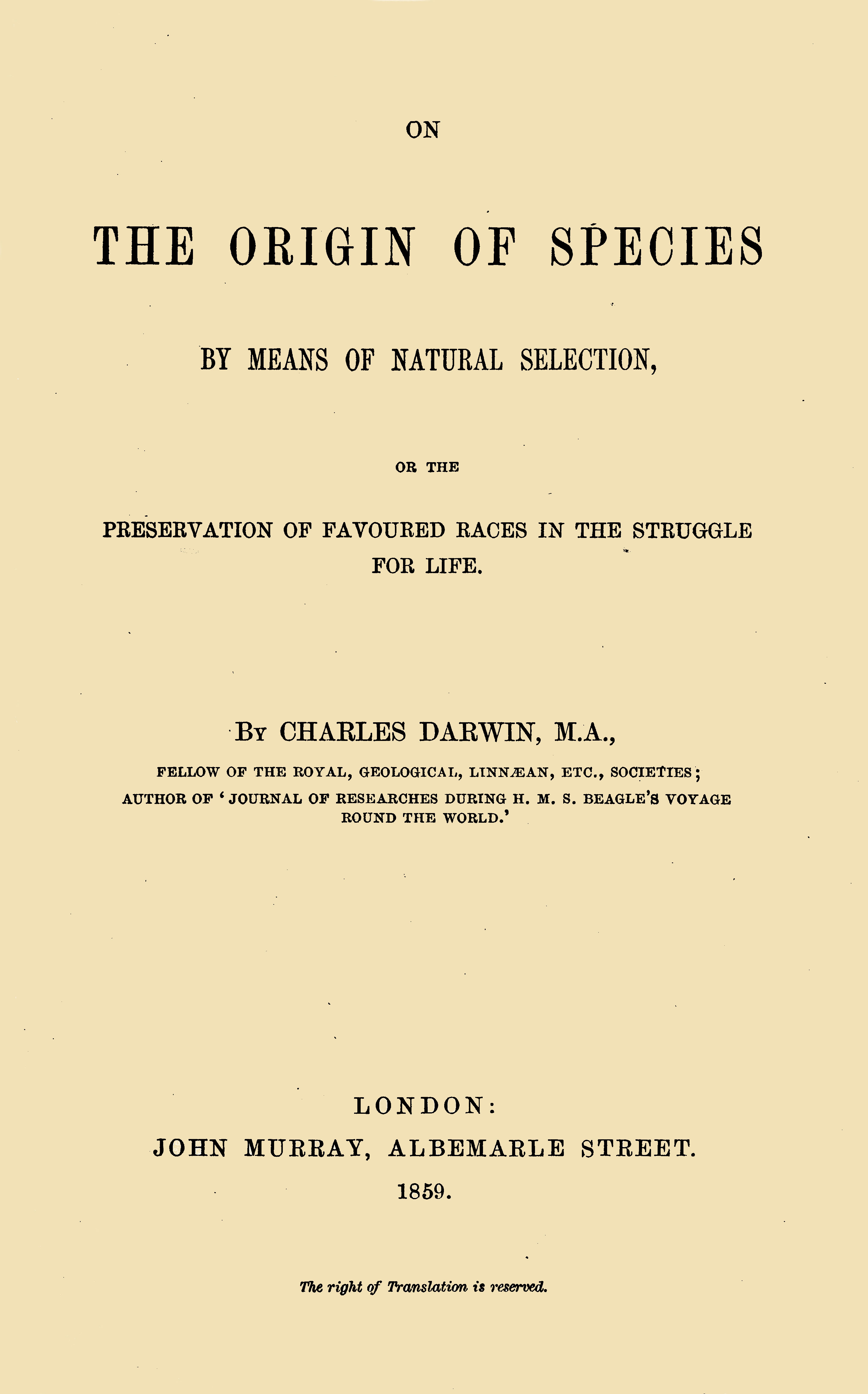
Titelseite von Charles Darwins am 24. November 1859 erschienenem Werk On the Origin of Species, das die Debatte auslöste

Am 24. November 1859 wurde Charles Darwins Werk On the Origin of Species im Verlag John Murray veröffentlicht. Thomas Henry Huxley, der seine Lektüre eines Vorabexemplares einen Tag zuvor beendet hatte, schrieb an Darwin: „Was Ihre Lehre betrifft, so bin ich darauf vorbereitet, dafür auf den Scheiterhaufen zu gehen, falls es erforderlich ist […].“ Kurz darauf erschienen im Macmillan’s Magazine und in der Londoner Times erste von Huxley verfasste Besprechungen. Der anfangs Darwins Auffassungen skeptisch gegenüberstehende Charles Lyell berichtete Darwin Mitte Februar 1860 von einer Auseinandersetzung mit Wilberforce, während der Wilberforce Darwins Buch als das „unphilosophischste, das er jemals gelesen habe“, charakterisierte. Wilberforce beendete am 20. Mai 1860 eine lange Besprechung von Darwins Origin, die anonym im Juli-Heft der Zeitschrift Quarterly Review erschien. Nach der Lektüre schrieb Darwin an Hooker: „Ich habe soeben die ‚Quarterly‘ gelesen. Der Artikel ist ungemein gewandt geschrieben, er greift mit Geschick alle die Stellen heraus, welche am meisten Muthmaßungen enthalten, und stellt alle die Schwierigkeiten gut dar. Er bespöttelt mich prachtvoll darüber, daß ich den ‚Anti-Jacobin‘ gegen meinen Großvater citiert habe. Sie werden nicht erwähnt und ebensowenig, was befremdend ist, Huxley; ich kann auch deutlich hier und da Owens Hand erkennen.“ Gegen Ende des Jahres 1860 bemerkte Darwin gegenüber Huxley: „Ich werde immer der Meinung sein, daß jene frühzeitigen Recensionen, beinahe ganz und gar die Ihrigen, der Sache einen enormen Dienst geleistet haben.“

## Konstruktion der Legende
Ende des 19. Jahrhunderts veröffentlichten Francis Darwin und Leonard Huxley typische viktorianische Life-and-Letters-Biografien über ihre Väter Charles Darwin und Thomas Henry Huxley, in denen die Auseinandersetzung zwischen Samuel Wilberforce und Thomas Henry Huxley aufgegriffen wurde.

### Darwin-Biografien von Francis Darwin
Zuerst erschien 1887 die dreibändige Biografie The Life and Letters of Charles Darwin (deutscher Titel: Leben und Briefe von Charles Darwin) von Francis Darwin. Im zweiten Band zitierte Francis Darwin einen ungenannten Augenzeugen, der seinen kurzen Bericht mit den Worten „Die Aufregung war fürchterlich…“ begann. Da sich der Augenzeuge nicht an den Wortlaut der entscheidenden Frage erinnern konnte, zitierte dieser eine Bemerkung Charles Lyells, die aus einem 1881 veröffentlichten Brief an Charles Bunbury stammte: „Der Bischof frug, ob Huxley von Seiten seines Großvaters oder seiner Großmutter mit einem Affen verwandt sei.“ Lyell kannte den Hergang jedoch nur vom Hörensagen, da er selbst nicht anwesend war. Auch bei Huxleys Antwort blieb der Augenzeuge vage: „Huxley antwortete auf die wissenschaftliche Argumentation seines Gegeners mit Kraft und Beredsamkeit und auf die persönliche Anspielung mit einer Selbstbeherrschung, welche seiner vernichtenden Entgegnung eine große Würde verlieh.“
Genauer konnte sich der damalige Student John Richard Green erinnern, aus dessen erst 1901 im vollständigen Wortlaut veröffentlichten Brief vom 3. Juli 1860 an William Boyd Dawkins Francis Darwin zitierte:

„Ich behauptete, und ich wiederhole hiermit, daß ein Mensch sich nicht zu schämen braucht, wenn er einen Affen zum Großvater hat. Wenn es einen Urahnen gibt, bei dem ich Scham empfinde, wenn ich mich an ihn erinnere, dann ist das vielmehr ein Mensch von ruhelosem, vielseitigem Geist, der mit einem zweifelhaften Erfolg in seinem eigenen Tätigkeitsbereich nicht zufrieden ist und sich in wissenschaftliche Fragen einmischt, mit denen er eigentlich nicht vertraut ist, nur um sie durch ziellose Rhetorik zu verdunkeln und die Aufmerksamkeit seiner Zuhörer von den wichtigen zur Debatte stehenden Punkten abzulenken, indem er beredt abschweift und an religiöse Vorurteile appelliert.“

Der Zoologe Alfred Newton, der Anfang 1888 seine Erinnerungen an die Diskussion veröffentlichte, bezeichnete diese als „unvergesslich“, trug jedoch zu den Details des Ablaufes nichts Neues bei.
Mit der Darstellung des Vorfalls wohl unzufrieden, trug Francis Darwin für die 1892 veröffentlichte gekürzte, einbändige Biografie Charles Darwin. His life told in an autobiographical chapter, and in a selected series of his published letters (deutscher Titel: Charles Darwin. Sein Leben, dargestellt in einem autobiographischen Capitel und in einer ausgewählten Reihe seiner veröffentlichten Briefe) weitere Berichte zusammen. Vom damals 29-jährigen Oxforder Geistlichen William Henry Fremantle hatte er bereits 1888 einen weiteren Augenzeugenbericht erhalten, in dem mit Richard Greswell, Robert FitzRoy und John Lubbock erstmals weitere Teilnehmer der Debatte genannt wurden und den er zwischen den Bericht des anonymen Augenzeugen und Greens Wortlaut der Erwiderung einfügte. Er nahm außerdem Kontakt zu Huxley auf, der ihm in einem Brief vom 27. Juni 1891 bestätigte, dass die Schilderungen von Fremantle und Green in der Hauptsache korrekt seien, wobei Green seine Rede genauer wiedergebe. Huxley wies in seinem Brief darauf hin, dass er erst durch Robert Chambers überredet werden musste, an der Sitzung teilzunehmen, und beschrieb seinen Eindruck von Wilberforce' Rede: „Der Bischof fieng seine Rede an und zeigte zu meinem Erstaunen sehr bald, daß er so unwissend war, daß er nicht wußte, wie er seine Sache behandeln solle. Meine Stimmung stieg im Verhältnis, und als er sich mit seiner unverschämten Frage an mich wandte, sagte ich leise zu Sir Benjamin, ‚der Herr hat ihn in meine Hände überliefert‘.“
Im Oktober 1898 erschien Isabel Sidgwicks anonym veröffentlichter Artikel A Grandmother’s Tales, in dem sie kurz auf das „denkwürdige Ereignis“ einging. Sie erwähnt darin eine am Abend stattgefundene Zusammenkunft bei Charles Daubeny, bei der jedermann eifrig Huxley als dem „Helden des Tages“ gratulieren wollte.

### Huxley-Biografie von Leonard Huxley
Nachdem Francis Darwins Biografien über Charles Darwin erschienen waren, veröffentlichte Leonard Huxley im Jahr 1900 ebenfalls eine Biografie über seinen Vater (Life and Letters of Thomas Henry Huxley), welche die längste Fassung der Debatte enthält. Er beklagte, dass es über das „berühmte Oxford-Treffen von 1860, [das] von keiner geringen Bedeutung in Huxleys Laufbahn war“, keinen Bericht seines Vaters gab. Leonard Huxley verwies in seiner Darstellung der Debatte auf den Athenaeum-Bericht vom Juli 1860, er nutzte die Darstellungen in den Biografien von Lyell und Darwin sowie den Bericht von Sidgwick. Da er das Ereignis als Wendepunkt in der Laufbahn seines Vaters verstand, bemühte Leonard Huxley sich um weitere Augenzeugenberichte. Diese erhielt er im Juli 1899 vom Theologen Adam Storey Farrar sowie vom Chemiker Augustus George Vernon Harcourt. Den Abschluss seiner Darstellung bildete der Wiederabdruck von Fremantles Bericht und Huxleys Brief an Francis Darwin.
Nach Leonard Huxleys Darstellung war die Diskussion ein „offener Zusammenstoß zwischen Wissenschaft und Kirche“, deren Bedeutung „im offenen Widerstand gegenüber der Autorität“ lag. In dieser universellen Auslegung wurde das Wortgefecht zwischen Thomas Henry Huxley und Samuel Wilberforce im 20. Jahrhundert breit rezipiert.

## Augenzeugenberichte

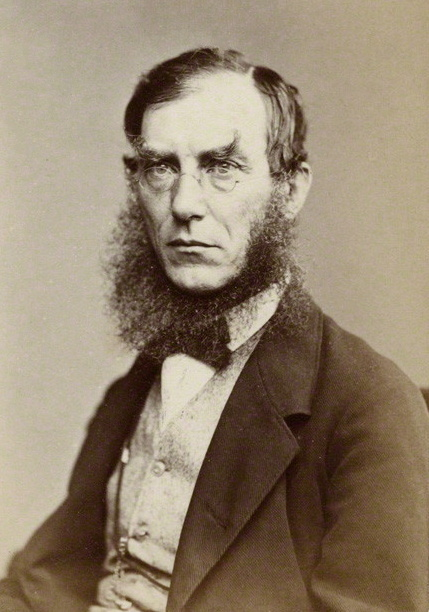
Joseph Dalton Hooker, Aufnahme aus den 1860er Jahren von Henry Joseph Whitlock (1835–1918)

Drei Jahre nach Huxleys Tod enthüllte Francis Darwin gegenüber Leonard Huxley, dass der von ihm zitierte Augenzeugenbericht auf Hooker zurückgehe. Der Öffentlichkeit bekannt gemacht wurde dieser Umstand erst durch Leonard Huxleys 1918 veröffentlichte Biografie über Joseph Dalton Hooker. Durch Francis Darwin auf seinen Brief vom 2. Juli 1860 an Charles Darwin angesprochen, der eine kurze Darstellung des Vorfalls enthielt, antwortete Hooker 1887, dass dieser „viel zu viel von einer prahlerischen Epistel“ enthalte. Darin hatte Hooker an Darwin geschrieben: „Nun ja, Sam Oxon [Wilberforce] stand auf und giftete eine halbe Stunde lang unnachahmlich geistreich, häßlich, inhaltslos und unfair … Huxley erwiderte auf bewundernswerte Weise und drehte den Spieß um, aber er konnte die große Versammlung mit seiner Stimme nicht übertönen und die Zuhörer nicht zur Ruhe bringen; er griff sich auch Sams Schwachpunkte nicht heraus und brachte die Angelegenheit nicht in eine Form, mit der er sich beim Publikum hätte durchsetzen können. … Mein Blut siedete, ich fühlte mich wie ein Feigling; jetzt erkannte ich meinen Vorteil; ich schwor mir, daß ich diesen Amalekiter Sam erbarmungslos vernichten würde … und dann zerschmetterte ich ihn mitten im donnernden Applaus. Ich landete einen Volltreffer und wies ihm im weiteren Verlauf nach, daß er erstens Ihr Buch nie gelesen haben konnte und daß er zweitens nicht das geringste über Botanik wußte. Ich sprach noch ein wenig über das Thema meiner eigenen Erfahrung und Bekehrung … Sam war zum Schweigen gebracht – er brachte kein Wort als Erwiderung heraus, und die Versammlung wurde unverzüglich aufgelöst.“ Er fragte jedoch bei Francis Darwin nach: „Haben Sie schon einen Bericht über die Tagung in Oxford? Wenn nicht und wenn Sie es wünschen, werde ich zusehen, ob ich sie lebendig machen (und den Bischof bei lebendigem Leibe sezieren) kann“.
Eine knappe Schilderung des Vorgangs durch Thomas Henry Huxley, die sein Sohn Leonard noch vermisst hatte, ist in einem am 9. September 1860 von Huxley an Frederick Daniel Dyster geschriebenen Brief enthalten, der 1953 teilweise veröffentlicht wurde: „Ich sagte, wenn man mir die Frage stellte, ob ich als Großvater lieber einen erbärmlichen Affen hätte oder einen Menschen, der von der Natur reich ausgestattet ist und über große Einflußmöglichkeiten verfügt und der diese Fähigkeiten und seinen Einfluß nur dazu benutzt, eine bedeutsame wissenschaftliche Diskussion ins Lächerliche zu ziehen – dann bestätigte ich ohne Zögern, daß ich den Affen vorziehe.“
In einem in der Bodleian Library aufbewahrten und an Charles Henry John Anderson, 9. Baronet (1804–1891) gerichteten Brief gab Wilberforce drei Tage nach dem Ereignis seinerseits einen kurzen Bericht darüber: „Am Samstag sprach Professor Henslow, der Vorsitzende der zoologischen Abteilung, mich an und bat mich, zum Publikum über Darwins Theorie zu reden. Es gab also keine Ausflucht, und ich hatte einen langen Streit mit Huxley. Ich glaube, ich habe es ihm gründlich gegeben.“
Ein weiterer Augenzeugenbericht befindet sich in der Manuskriptsammlung der University of St Andrews. In einem auf den 5. Juli 1860 datierten Brief schrieb der Physiker Balfour Stewart an James David Forbes: „Letzten Samstag gab es im großen Saal in Oxford eine lebhafte Diskussion über Darwins Theorie mit dem Bischof von Oxford und Prof. Huxley als Kontrahenten … Dabei geschah etwas Gutes, das ich einfach erwähnen muß. Der Bischof sagte, man habe ihn davon in Kenntnis gesetzt, Prof. Huxley habe geäußert, es sei ihm gleichgültig, ob sein Großvater ein Affe war, aber er [der Bischof] würde nicht gern in den Zoo gehen und feststellen, daß der Vater seines Vaters oder die Mutter seiner Mutter irgendein altmodischer Affe sei. Worauf Prof. Huxley erwiderte, ein ehrlicher Affe auf einer niedrigen Stufe der Entwicklungsleiter sei ihm als Großvater lieber als ein Mann von glänzendem Geist und höheren Fähigkeiten, der seine Kräfte dazu einsetze, die Wahrheit zu verdrehen.“

## Darstellung der Debatte in der zeitgenössischen Presse

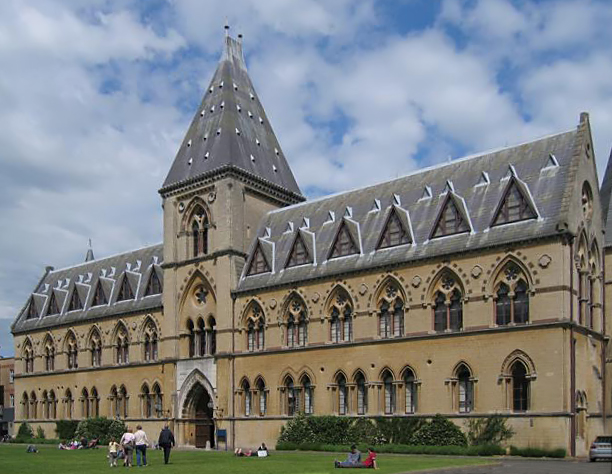
Die Debatte fand in den Räumlichkeiten der zukünftigen Bibliothek des neu eröffneten Oxford University Museum of Natural History statt.

Die Satirezeitschrift Punch, die sonst gern bissig gegen Wilberforce vorging, ignorierte das Ereignis. Die Ausgabe vom 7. Juli 1860 der Londoner Wochenzeitschrift The Press berichtete: „Die Theorie von Dr. Darwin … über den Ursprung der Arten durch natürliche Selektion, verursachte die hitzigste aller Debatten.“ In der einzigen Zeitschrift, die über die Auseinandersetzung berichtete, teilte ihr Reporter mit, dass „der Bischof von Oxford … Huxley fragte, ob er es bevorzuge einen Affen als Großvater oder Großmutter zu haben.“ Der mit über 2000 Worten längste Bericht erschien am 14. Juli 1860 in der Zeitschrift Athenaeum. Federführend bei diesem Bericht war möglicherweise Edwin Lankester, der Sekretär der Sektion D.

### Vorträge
Anstatt wie gewöhnlich im Vorlesungsraum fand die Samstagssitzung der Sektion D für Zoologie und Botanik, einschließlich der Physiologie, in den Räumlichkeiten der künftigen Bibliothek des Oxford University Museum of Natural History statt. Als Redner waren George Henry Kinahan, John Obadiah Westwood, Robert MacAndrew, Cuthbert Collingwood, Francis Orpen Morris und John William Draper angekündigt, wobei – wie die Literary Gazette verlauten ließ – die letzten drei Vorträge gegen 12 Uhr beginnen sollten. Gleichzeitig würde die Sitzung der Untersektion Physiologie unterbrochen, damit alle Teilnehmer an der anschließenden Diskussion teilnehmen könnten.
Kinahans Beitrag wurde den Versammelten von MacAndrew verlesen. Aus dem von Morris angekündigten Vortrag mit dem Titel On the Permanence of Species wurden, da Morris ebenfalls nicht anwesend war, bereits am Vormittag nur Teile seiner Arbeit durch Charles Cardale Babington vorgetragen. Die Nachmittagsveranstaltung begann mit Bekanntgaben von Charles Giles Bridle Daubeny, MacAndrew und Edwin Lankester, an die sich der Vortrag von Collingwood On Recurrent Animal Form and its Significance in Systematic Zoology anschloss. Es war jedoch der darauf folgende Vortrag des US-Amerikaners Draper, einem Befürworter der Abstammungstheorie, der laut Athenaeum für den Zustrom einer großen Zuhörerschaft sorgte. Nach Schätzungen des Evening Star waren 400 bis 500 Personen im Auditorium versammelt. Hooker hingegen schätzte die Anzahl der Versammelten auf 700 bis 1000. Drapers Vortrag On the Intellectual Development of Europe, considered with reference to the views of Mr. Darwin and others… (Über die geistige Entwicklung Europas unter dem Gesichtspunkt der Ansichten von Mr. Darwin und anderen…) dauerte zwischen einer und anderthalb Stunden.

### Debatte
Die sich an den Vortrag von Draper anschließende Diskussion wurde von John Stevens Henslow geleitet. Der erste Beitrag kam von Richard Greswell, der jeden Vergleich zwischen dem geistigen Fortschritt des Menschen mit der körperlichen Entwicklung der niederen Tiere ablehnte. Benjamin Collins Brodie stellte fest, dass er sich der Hypothese von Darwin nicht anschließen könne. Der Mensch habe die Fähigkeit des Selbstbewusstseins, und diese Fähigkeit des Menschen sei identisch mit der göttlichen Intelligenz. Laut Philip Pearsall Carpenter machte daraufhin ein junger Geistlicher lächerliche Bemerkungen und wurde von Henslow mit der Unterstützung der Zuhörerschaft zum Schweigen gebracht. Als Huxley anschließend von Henslow aufgefordert wurde, sich zu äußern, lehnt dieser mit der Bemerkung ab, dass er etwas erwidern werde, wenn es etwas zu argumentieren gebe.
Dem Bericht des Evening Star zufolge wies anschließend Wilberforce aufs Heftigste auf die Bedeutung jener Einwände hin, die durch Fachleute wie Benjamin Brodie und Richard Owen gegen Darwins Theorie vorgebracht würden. Der Darstellung im Athenaeum zufolge handle es sich um keine richtige induktive Theorie. Alle Versuche zu zeigen, dass es irgendeine Neigung eines Tieres gebe, die Form eines anderen anzunehmen, seien gescheitert. Wilberforce betonte, dass es eine deutliche Grenze zwischen dem Menschen und den niederen Tieren gebe. Es gebe keine Tendenz seitens der niederen Tiere das selbstbewusste intelligente Wesen Mensch zu werden oder beim Menschen eine zu degenerieren und die hohen Eigenschaften seines Geistes und der Intelligenz zu verlieren. Darwins Schlussfolgerungen seien eine Hypothese, einer kausalen Theorie philosophisch höchst unwürdig. Daraufhin verteidigte Huxley Darwins Theorie gegenüber dem Vorwurf, bloß eine Hypothese zu sein. Sie biete eine Erklärung für naturgeschichtliche Phänomene, so wie die Wellentheorie die Phänomene des Lichtes erkläre. Sie erkläre Tatsachen, und sein Buch sei voll von neuen Tatsachen. Ohne behaupten zu wollen, dass jeder Teil der Theorie bestätigt sei, böte sie jedoch die beste Erklärung für den Ursprung der Arten, die bisher vorgelegt worden sei. Im Hinblick auf die psychischen Unterschiede zwischen Mensch und Tier, fuhr Huxley fort, sei der Mensch selbst einst eine Monade gewesen, ein bloßes Atom, und niemand könne sagen, zu welchem Zeitpunkt in der Geschichte seiner Entwicklung er intelligent wurde. Die Frage sei nicht so sehr die einer Transmutation oder eines Übergangs der Arten, sondern jene, wie Formen entständen, die beständig blieben.
Robert FitzRoy, unter dessen Kommando Charles Darwin von 1831 bis 1836 an der zweiten Expedition der Beagle teilgenommen hatte, bedauerte die Veröffentlichung von Darwins Buch und widersprach Huxleys Äußerung, dass es eine logische Abfolge von Tatsachen sei. Lionel Smith Beale, der nach FitzRoy das Wort ergriff, wies auf einige Schwierigkeiten hin, mit denen sich die Darwinsche Theorie auseinandersetzen müsse, insbesondere jene grundsätzliche Neigung verwandter Arten, die unabhängig von allen äußeren Einflüssen zu sein scheinen. John Lubbock drückte seine Bereitschaft aus, die darwinsche Hypothese zu tolerieren, solange es keine bessere gebe.
Zum Abschluss wurde Hooker von Henslow, seinem Schwiegervater, gebeten, sich über den botanischen Gesichtspunkt der Problematik zu äußern. Das Athenaeum räumte Hookers Diskussionsbeitrag in seinem Bericht den breitesten Raum ein und schrieb unter anderem: „Zunächst einmal habe seine Eminenz in seiner beredten Ansprache, so scheine es ihm [Hooker], die Hypothese von Mr. Darwin völlig missverstanden: Diese, so habe seine Eminenz angedeutet, enthalte die Lehrmeinung von der Umwandlung einer bestehenden Art in eine andere, und das habe er mit der allmählichen Entwicklung der Arten durch Variation und natürliche Selektion verwechselt. Der erste dieser Lehrsätze sei den Tatsachen, Überlegungen und Ergebnissen in Mr. Darwins Arbeiten so entgegengesetzt, dass er nicht verstehen könne, wie jemand, der diese gelesen habe, einen solchen Fehler begehen könne – das ganze Buch sei in Wirklichkeit ein einziger Protest gegen eine solche Doktrin.“

## Publikum

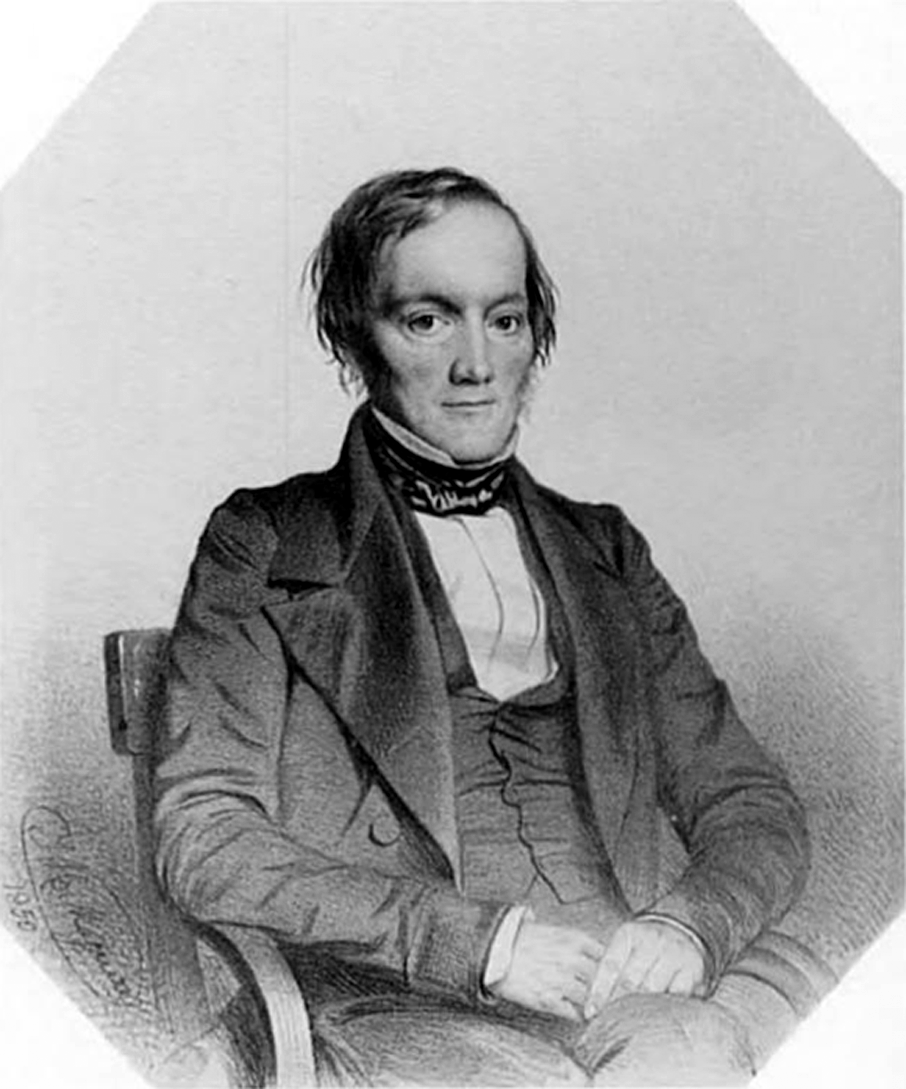
Richard Owen, mit dem Huxley zwei Tage zuvor beim Beginn der Hippocampus-Debatte aneinandergeraten war, war an diesem Tag nicht anwesend.

Einige wichtige Persönlichkeiten waren abwesend. Charles Darwin hielt sich zur Rekonvaleszenz in Richmond auf. Michael Faraday kehrte an diesem Morgen mit starken Kopfschmerzen nach London zurück. William Whewell und David Brewster waren ebenso abwesend wie Charles Lyell und Richard Owen.
Der Professor für Wissenschaftsgeschichte an der Royal Institution of Great Britain Frank A. J. L. James hat eine Liste derjenigen Personen zusammengestellt, die als Teilnehmer des Treffens identifiziert werden konnten, und die einen Überblick über Alter, Herkunft und Tätigkeit ermöglicht. Das Durchschnittsalter der Anwesenden lag bei 43,3 Jahren. Eine deutliche Mehrheit von ihnen stammte aus Oxford, außerdem waren zahlreiche Mitglieder des Komitees der Sektion D für Zoologie und Botanik, einschließlich der Physiologie darunter. Neben den bereits genannten Teilnehmern waren unter anderem noch der Arzt Henry Wentworth Acland (1815–1900), der Chemiker Benjamin Collins Brodie jr., der Leipziger Zoologe und Übersetzer von Darwins Schriften Julius Victor Carus, der aus Durham stammende Geistliche John Dingle (1812–um 1886), der Londoner Geistliche Thomas Simpson Evans (1797–1880), der Cambridger Politiker Henry Fawcett, der Physiologe Michael Foster, der Philosoph Thomas Hill Green, Vizekanzler Francis Jeune (1806–1868), der Dubliner Naturphilosoph Humphrey Lloyd, der Politiker Richard Monckton Milnes, der Bostoner Mathematiker Benjamin Peirce, der Arzt George Rolleston, der Geologe Wilfred Hudleston Simpson, der Dubliner Naturphilosoph George Johnstone Stoney, der Naturforscher Henry Baker Tristram und der Schuldirektor aus Oxford William Tuckwell anwesend.

## Moderne Rezeption
Für Stephen Jay Gould zählt die Huxley-Wilberforce-Debatte zu dem halben Dutzend der bedeutendsten Legenden in der Wissenschaftsgeschichte, wie beispielsweise Archimedes „Heureka“-Ausruf und der „Apfelfall“, der Isaac Newton zu seinem Gravitationsgesetz inspiriert haben soll. Nach Meinung von James Moore, Co-Autor der 1991 mit Adrian Desmond veröffentlichten Biografie über Charles Darwin, ist die Debatte nach der Schlacht bei Waterloo die zweitbekannteste ‚Schlacht‘ des 19. Jahrhunderts.
Am 31. Oktober 1978 begann die BBC mit der Ausstrahlung der siebenteiligen Miniserie The Voyage of Charles Darwin, deren deutsche Erstausstrahlung unter dem Titel Die Reise von Charles Darwin vom 9. Juli 1979 an in der ARD erfolgte. Die Serie beruht auf einem Drehbuch von Robert Reid (1933–1990), Regie führte Martyn Friend (* 1942). In der abschließenden, von der BBC erstmals am 12. Dezember 1978 ausgestrahlten Folge wurde die Debatte zwischen Thomas Henry Huxley, dargestellt von Joseph Blatchley (* 1948), und Samuel Wilberforce, dargestellt von Robert Stephens, nachgespielt und so wieder ins Bewusstsein einer breiten Öffentlichkeit gerückt.
Angeregt durch die Fernsehdarstellung trug der britische Philosoph John Randolph Lucas die tatsächlich nachweisbaren Fakten zusammen und analysierte sie. Er hielt es für unwahrscheinlich, dass sich Wilberforce derart über Huxleys Abstammung geäußert habe, und konstatierte eine Bedeutungsverschiebung in der Auslegung des Ereignisses, die seiner Meinung darauf zurückzuführen ist, dass sich die Befürworter der darwinschen Evolutionstheorie zu dieser Zeit in der Rolle einer unterdrückten Minderheit sahen. John Hedley Brooke (* 1944), ehemaliger Professor für Naturwissenschaft und Religion an der Universität Oxford, sah in der Darstellung der Debatte durch Francis Darwin und Leonard Huxley alle Gesichtspunkte eines „Gründungsmythos“ erfüllt, um einen entscheidenden Moment der sich abzeichnenden Professionalisierung der Wissenschaften nachhaltig hervorzuheben. Joseph L. Altholz (1933–2003) vom Department of History an der University of Minnesota merkte an, dass nicht die Redner, sondern die Zuschauer der Debatte das Nachwirken derselben geschaffen hätten.

## Literatur

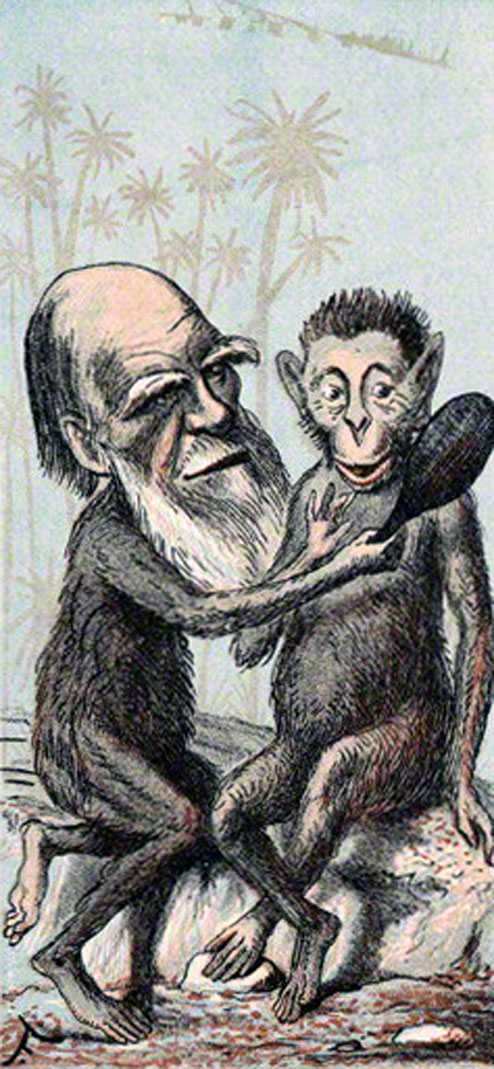
Etwa vier oder fünf Nachkommen später. Die Karikatur von Faustin Betbeder aus dem Jahr 1874 dient als Umschlagbild von Ian Heskeths Of Apes and Ancestors: Evolution, Christianity, and the Oxford Debate aus dem Jahr 2009.

## Primärquellen

### Zeitgenössische
Tagebucheinträge und Briefe
- Samuel Wilberforce, Tagebucheintrag vom 30. Juni 1860 ? Bodleian MS Wilberforce dep. e.327.
- Benjamin Peirce: [Tagebucheintrag vom 30. Juni 1860]. In: Nathan Reingold: Science in Nineteenth-Century America. A Documentary history. New York 1964, S. 197–198.
- Joseph Dalton Hooker an Charles Darwin, Brief vom 2. Juli 1860. Brief 2852 in The Darwin Correspondence Project (abgerufen am 7. Oktober 2009).
- Samuel Wilberforce an Charles Anderson, Brief vom 3. Juli 1860 ? Bodleian MS Wilberforce d.29, f.30-31.
- John Richard Green an W. Boyd Dawkins, Brief vom 3. Juli 1860. In: Leslie Stephen: Letters of John Richard Green. Macmillan & Co., London/New York 1901, S. 42–45 (online).
- Antonia Draper an ihre Familie, Brief vom 3. Juli 1860. Library of Congress, Draper papers, Box 45.
- Balfour Stewart an James David Forbes, Brief vom 5. Juli 1860. St Andrews University, MS JDF 1860/133.
- John William Draper an seine Familie, Brief vom 6. Juli 1860. Library of Congress, Draper papers, Box 44.
- Hugh Falconer an Charles Darwin, Brief vom 9. Juli 1860. Brief 2863 in The Darwin Correspondence Project (abgerufen am 9. Oktober 2009).
- Philip Pearsall Carpenter an Joseph Henry, Juli 1860. In: Russell Lant Carpenter (Hrsg.): Memoirs of the Life and Work of Philip Pearsall Carpenter: Chiefly Derived from His Letters. 2. Auflage, C. Kegan Paul & Co., London 1880, S. 243–249 (online).
- Alfred Newton an Edward Newton, Brief vom 25. Juli 1860. In: Alexander Frederick Richard Wollaston:  Life of Alfred Newton. J. Murray, London 1921, S. 118–120 (online).
- Thomas Henry Huxley an Frederic Daniel Dyster, Brief vom 9. September 1860. Imperial College MS HP 15, f.115-118; Auszug in: D. J. Foskett: Wilberforce and Huxley on Evolution. In: Nature. Band 172, 1953, S. 920 (doi:10.1038/172920a0).

Berichte in Zeitungen und Zeitschriften
- [Anonym]: The Evening Star. 2. Juli 1860, S. 3, Spalte 2.
- [Anonym]: The Guardian. 4. Juli 1860, S. 593.
- [Anonym]: The Athenaeum. Nummer 1706, 7. Juli 1860, S. 19, S. 25–26, (S. 18–32).
- [Anonym]: The Press. 7. Juli 1860, S. 656.
- [Anonym]: The Literary Gazette. A weekly journal of literature, science, and the fine arts. Neue Folge, Band 5, 7. Juli 1860, S. 807, S. 812 (S. 807–813).
- [Anonym]: John Bull. 7. Juli 1860, S. 422.
- [Anonym]: The Inquirer. 7. Juli 1860, S. 566.
- [Anonym]: Oxford University Herald. 7. Juli 1860, S. 8.
- [Anonym]: Oxford Chronicle. 7. Juli 1860, S. 2, Spalte 5.
- [Anonym]: Jackson’s Oxford Journal. Nummer 5593, 7. Juli 1860, S. 2, Spalte 6.
- [Anonym]: Illustrated London News. 7. Juli 1860, S. 3.
- [Anonym]: The Athenaeum. Nummer 1707, 14. Juli 1860, S. 64–65, (S. 59–69).
- Henry Fawcett: A Popular Exposition of Mr. Darwin on the Origin of Species. In: Macmillan’s Magazine. Band 3, S. 81–92, London Dezember 1860 (online).

Berichte vom Hörensagen
- Arthur J. Munby: [Tagebucheintrag vom 1. Juli 1860]. In: Derek Hudson: Munby: Man of Two Worlds. Gambit, London 1972, ISBN 0-87645-066-4, S. 64–65.
- Charles Lyell an Charles Bunbury, Brief vom 4. Juli 1860. In: Mrs Lyell: Life of Sir Charles Lyell. J. Murray, London 1881, Band 2, S. 334–336 (online).
- Mountstuart Elphinstone Grant Duff: [Tagebucheintrag vom 4. Juli 1860]. In: Mountstuart Elphinstone Grant Duff: Notes from a Diary, 1851–1872. 2 Bände, J. Murray, London 1897, Band 1, S. 139 (online).
- William Whewell an James David Forbes, Brief vom 24. Juli 1860. St. Andrews University, MS JDF 1860/145(a).

### Spätere
Wiedergabe der Debatte von 1880 bis 1921
- Russell Lant Carpenter (Hrsg.): Memoirs of the Life and Work of Philip Pearsall Carpenter: Chiefly Derived from His Letters. 2. Auflage, C. Kegan Paul & Co., London 1880, S. 243–249 (online).
- Reginald Garton Wilberforce: Life of the Right Reverend Samuel Wilberforce: With Selections from his Diaries and Correspondence. Band 2, J. Murray, London 1880, S. 450–451 (online).
- Katherine Murray Lyell: Life of Sir Charles Lyell. J. Murray, London 1881, Band 2, S. 334–336 (online).
- Edward Burnett Tylor: Life of Dr. Rolleston. In: William Turner (Hrsg.): Scientific Papers and Addresses by George Rolleston. Clarendon Press London 1884, Band 1, S. IX–XV, S. XXXIII–XXXIV.
- Leslie Stephen: Life of Henry Fawcett. Smith, Elder & Co., London 1885, S. 99 (online).
- Francis Darwin: The Life and Letters of Charles Darwin. 3 Bände, John Murray, London 1887, Band 2, S. 320–323 (online).
  - Leben und Briefe von Charles Darwin. 3 Bände, Aus dem Englischen übersetzt von J. Victor Carus, Schweizerbart, Stuttgart 1887, Band 2, S. 312–317 (online).
- Alfred Newton: Early days of Darwinism. In: Macmillan’s Magazine. Band 57, Februar 1888, S. 241–249 (online).
- Francis Darwin: Charles Darwin. His life told in an autobiographical chapter, and in a selected series of his published letters. John Murray, London 1892, S. 236–243 (online).
  - Charles Darwin. Sein Leben, dargestellt in einem autobiographischen Capitel und in einer ausgewählten Reihe seiner veröffentlichten Briefe. Autorisierte deutsche Ausgabe, Aus dem Englischen übersetzt von J. Victor Carus, Schweizerbart, Stuttgart 1893, S. 269–276 (online)
- Edward Bagnall Poulton: Charles Darwin and the theory of natural selection. London 1896, S. 153–156 (online).
- John Eyton Bickersteth Mayor: Memorials, journal and botanical correspondence of Charles Cardale Babington. Macmillan & Bowes, Cambridge 1897, S. XX, S. XXXI (online).
- [Isabel Sidgwick]: A Grandmother’s Tales. In: Macmillan’s Magazine. Band 78, Nummer 468, Oktober 1898, S. 425–435 (online).
- Leonard Huxley: Life and Letters of Thomas Henry Huxley. 2 Bände, Macmillan, London 1900, Band 1, S. 179–189 (online).
- William Tuckwell: Reminiscences of Oxford. London 1901, S. 50–54 (online).
- Leslie Stephen: Letters of John Richard Green. Macmillan & Co., London/New York 1901, S. 42–45 (online).
- James Beresford Atlay: Sir Henry Wentworth Acland, regius professor of medicine in the University of Oxford. A memoir. Smith, Elder & Co., London 1903, S. 302–303 (online).
- James Bryce: Personal Reminiscences of Charles Darwin and of the Reception of the “Origin of Species”. In: Proceedings of the American Philosophical Society Band 48, Nummer 193, September 1909, S. III–XIV, XI–XII (online).
- Leonard Huxley: Life & Letters of Sir Joseph Dalton Hooker. 2 Bände, J. Murray, London 1918; Band 1, S. 520–527; Band 2, S. 303–304.
- Alexander Frederick Richard Wollaston:  Life of Alfred Newton. J. Murray, London 1921, S. 118–120 (online).
- Reginald Garton Wilberforce: Life of the Right Reverend Samuel Wilberforce: With Selections from his Diaries and Correspondence. Band 2, J. Murray, London 1880, S. 450–451 (online).
- Mountstuart Elphinstone Grant Duff: Notes from a Diary, 1851–1872. 2 Bände, J. Murray, London 1897, Band 1, S. 139 (online).

Briefe
- Julius Victor Cams an Francis Darwin, Brief [ca. 1886]. In: Francis Darwin: The Life and Letters of Charles Darwin. 3 Bände, John Murray, London 1887, Band 2, S. 322 (online).
- Joseph Dalton Hooker an Francis Darwin. Brief vom 30. Oktober 1886. In: Leonard Huxley: Life & Letters of Sir Joseph Dalton Hooker. 2 Bände, J. Murray, London 1918; Band 2, S. 303 (online).
- [Joseph Dalton Hooker] an Francis Darwin, Brief ca. 21. November 1886. In: Francis Darwin: The Life and Letters of Charles Darwin. 3 Bände, John Murray, London 1887, Band 2, S. 321–323 (online).
- Joseph Dalton Hooker an Francis Darwin, Brief vom 21. November 1886. In: Leonard Huxley: Life & Letters of Sir Joseph Dalton Hooker. 2 Bände, J. Murray, London 1918; Band 2, S. 303 (online).
- Joseph Dalton Hooker an Francis Darwin, Brief 1887. In: Leonard Huxley: Life & Letters of Sir Joseph Dalton Hooker. 2 Bände, J. Murray, London 1918; Band 2, S. 303 (online).
- Joseph Dalton Hooker an Francis Darwin, Brief vom 10. März 1887. In: Leonard Huxley: Life & Letters of Sir Joseph Dalton Hooker. 2 Bände, J. Murray, London 1918; Band 2, S. 304 (online).
- Reginald Wilberforce an The Times, Brief vom 28. November 1887. In: The Times. 29. November 1887, S. 10, Spalte 4.
- Thomas Henry Huxley an The Times, Brief vom 30. November 1887. In: The Times. 1. Dezember 1887, S. 8, Spalte 4.
- William Henry Fremantle an Francis Darwin, Brief [ca. 1888]. In: Francis Darwin: Charles Darwin. His life told in an autobiographical chapter, and in a selected series of his published letters. John Murray, London 1892, S. 238–239 (online).
- William Henry Fremantle an Francis Darwin, Brief vom 28. Juli 1888. CUL MS DAR 107, S. 21–22 (CUL MS DAR = The Darwin Papers, Manuscripts Room, Cambridge University Library).
- Thomas Henry Huxley an Francis Darwin, Brief vom 27. Juni 1891. In: Francis Darwin: Charles Darwin. His life told in an autobiographical chapter, and in a selected series of his published letters. John Murray, London 1892, S. 240–241 (online).
- George Johnstone Stoney an Francis Darwin, Brief vom 17. Mai 1895. CUL MS DAR 107, S. 36–39.
- George Johnstone Stoney an Francis Darwin, Brief vom 18. Mai 1895. CUL MS DAR 107, S. 40–41.
- John Lubbock an Francis Darwin, Brief vom 2. Januar 1896. CUL MS DAR 107, S. 30.
- Isabel Sidgwick an Leonard Huxley, Brief [späte 1890er]. In: Leonard Huxley: Life and Letters of Thomas Henry Huxley. 1900, Band 1, S. 185, 188–189 (online).
- Augustus George Vernon Harcourt an Leonard Huxley, Brief vom 9. Juli 1899. In: Leonard Huxley: Life and Letters of Thomas Henry Huxley. 1900, Band 1, S. 185 (online).
- Adam Storey Farrar an Leonard Huxley, Brief vom 12. Juli 1899. In: Leonard Huxley: Life and Letters of Thomas Henry Huxley. 1900, Band 1, S. 182–183, S. 183–184 (online).